# Маульброннський монастир

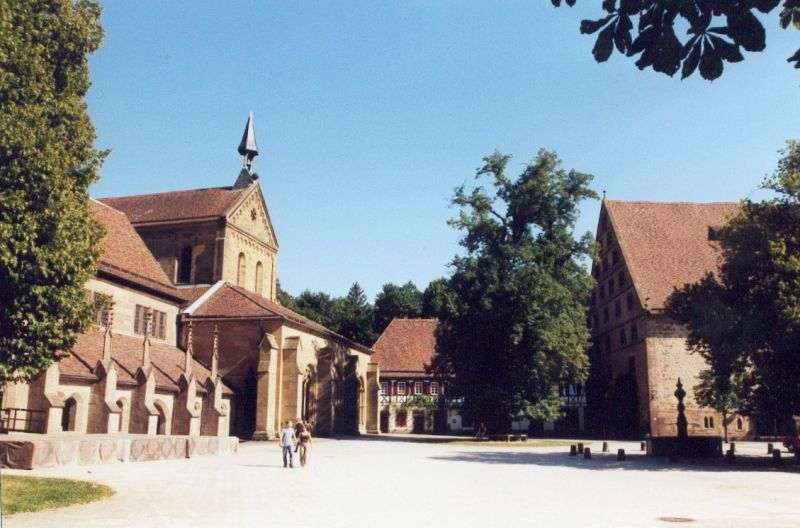
Двір та церква монастирського комплексу

Маульброннський монастир (нім. Kloster Maulbronn) — середньовічний монастирський комплекс ордену цистерціанців, розташований на південному заході Німеччини на околиці містечка Маульбронн у землі Баден-Вюртемберг. Заснований 1147 року за указом папи Євгена III. З 1993 року монастир входить до списку Світової культурної спадщини ЮНЕСКО.

## Архітектура

### Монастирська брама
Перед головним входом колись був монастирський рів, через який на місці масивного кам'яного мосту спочатку вів дерев'яний розвідний міст. Отвори, через які проходили ланцюги для підйому мосту, досі можна побачити на західній передній частині надбрамної вежі.
Брамник жив у келії біля входу в монастир, дозволяв незнайомцям чекати в його келії, а потім повідомляв про це настоятелю. Йому дозволялося негайно приймати братів, але жінок приймати було заборонено. Гостинність щодо людей була священним обов'язком: бідних і хворих слід було приймати так, ніби приходить сам Христос.

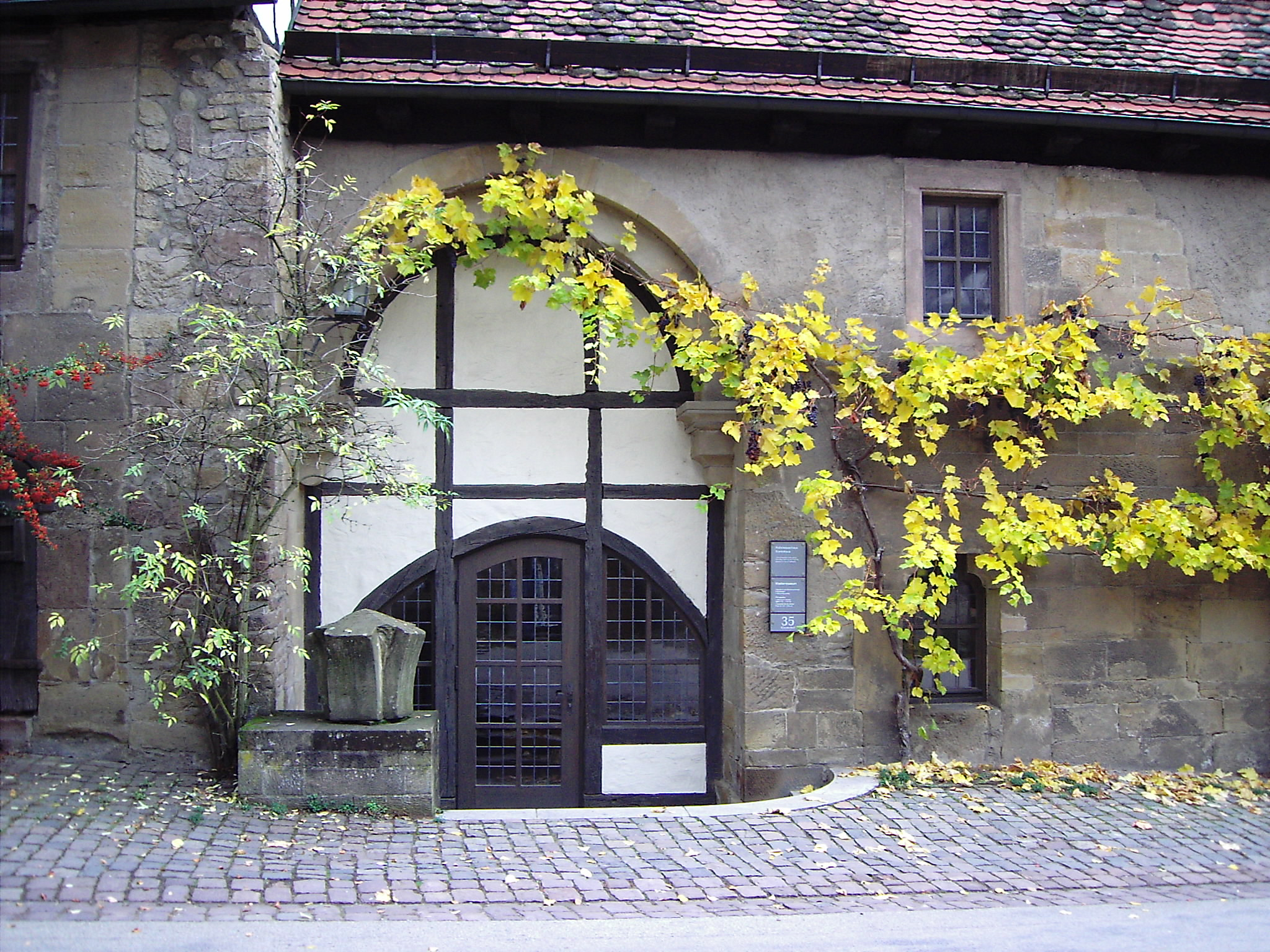
Будинок ранньої меси (сьогодні монастирський музей)

### Монастирське подвір'я
Монастирське подвір'я характеризується закритим виглядом. Відразу за брамою, на місці аптеки, були монастирські келії. До аптеки прилягає будиночок ранкового богослужіння, квартира священнослужителів, які мали відправляти месу в каплиці навпроти. Мета цієї надбрамної каплиці полягала в тому, щоб дати можливість жінкам, яким заборонено входити до монастиря, брати участь у богослужінні.
Перед ренесансною ратушею стоїть стара липа. Позаду монастирської бондарної вежі височіє монастирське сховище, так званий «ящик для фруктів», який був побудований в нинішніх розмірах на старих фундаментах у 1580 році. Фахверковий будинок посеред площі — це стара монастирська адміністрація. Спочатку монастирське подвір'я було або меншим, або розділене муром на зовнішню і внутрішню частини. Сьогодні вона межує зі сходу фасадом монастиря.

### «Рай»

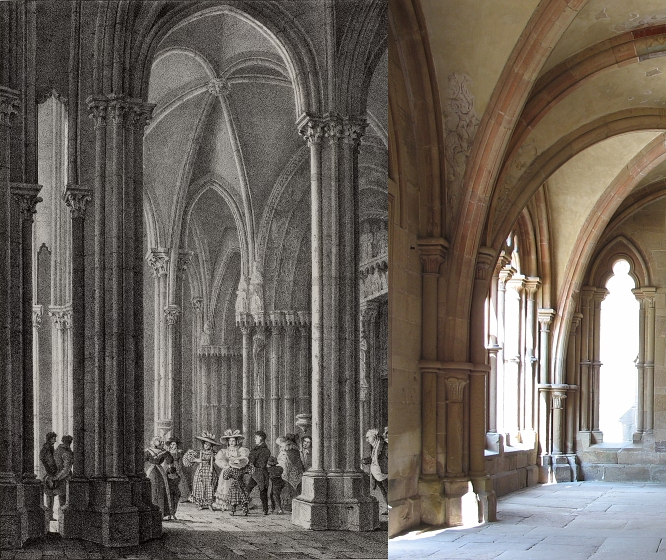
Порівняння притвору Діжона (Нотр-Дам) і Мольбронна

Свою назву «райський» притвор монастирської церкви отримав від звичаю розписувати притвор церкви ілюстраціями оповіді про гріхопадіння людини. Остання картина датується 1522 роком, але вона обвалилася, за винятком кількох решток.
Як і велика частина архітектури, рай Монастиря Маульбронн знаменує собою перехід від романського до готичного стилю і демонструє бургундські впливи. У поєднанні високі світлі вікна та широкі склепіння вже виразно готичні, тоді як вікна ще прикрашені не стрільчастими готичними, а романськими круглими арками. У деяких випадках стрілчасті й круглі арки також споруджені разом. Така форма поєднання є унікальною в Німеччині. Майстер-будівельник не відомий на ім'я, тому його називають «майстром Маульброннського раю».

### Майстер Маульброннського раю
Майстру, який навчався ранної готики у Північній Франції, наприклад, у майстерні Лана, 1160/70 р. було доручено побудувати притвор, новий монастир та їдальню майстрів-ченців. Цей майстер-будівельник прибув до Маульбронна через Бургундію, країну походження цистерціанського руху. Спочатку він облаштував їдальню з романськими подвійними колонами та зведеними склепіннями. Потім він збудував так званий «рай» перед західною стороною церкви з ребристими склепіннями в перехідному стилі пізнього романського мистецтва та ранньої готики, а також південне крило монастиря та чоловічу трапезну. У Раю склепіння складається з чотирьох частин. Тут ще півколом проходять ребра, схожі на щитові арки, а крім круглоаркових вікон вже є перші стрільчасті аркові вікна. У чоловічій трапезній склепіння складається з шести частин, щитові арки загострені, а вікна все ще круглі, як і діагональні ребра. Майстер також розпочав західне та східне крила монастиря.

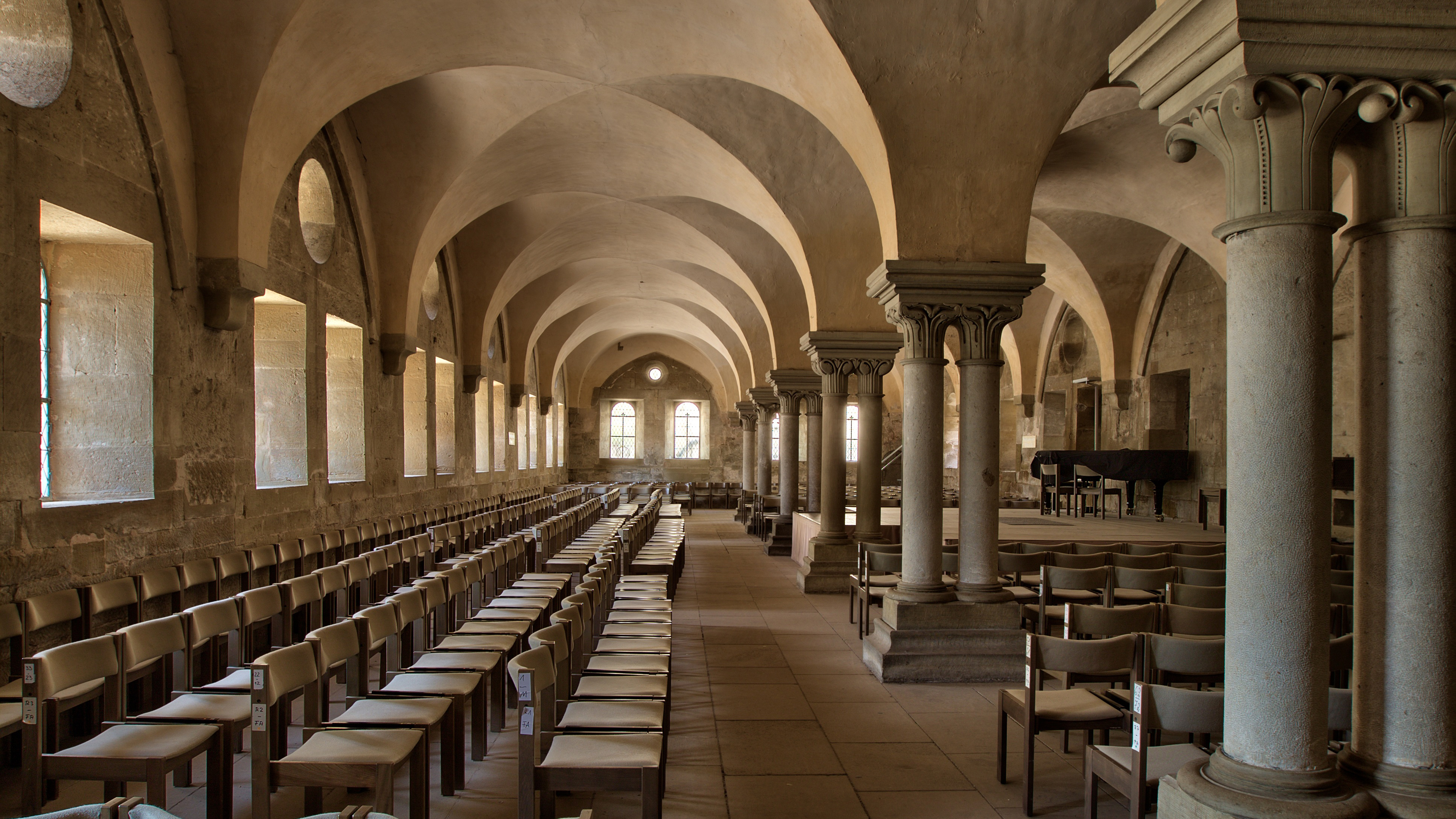
Мирська трапезна: романські подвійні колони та зведене склепіння
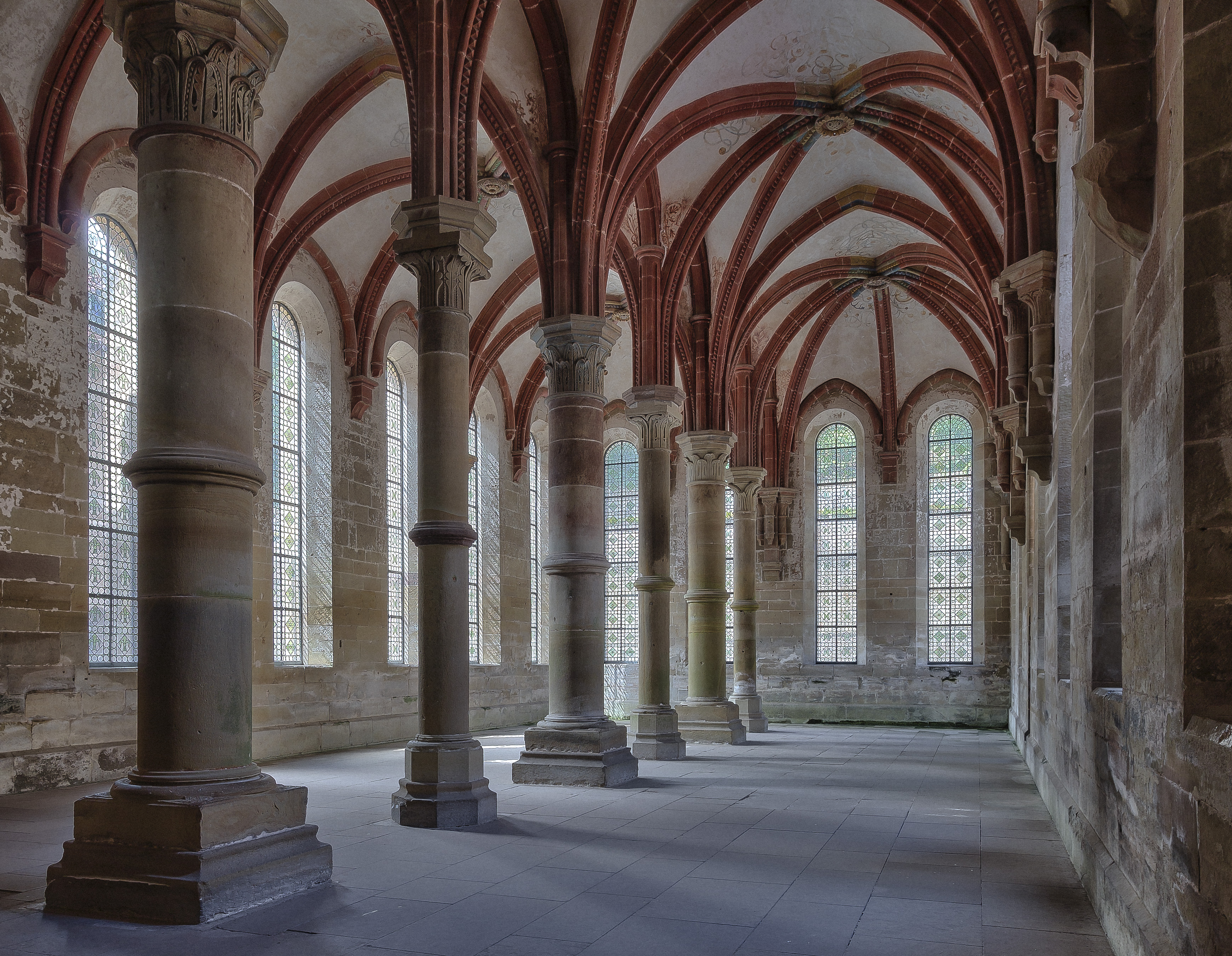
Чоловіча трапезна: шестидільне хрестоподібне ребристе склепіння з готичними стрілчастими щитовими арками
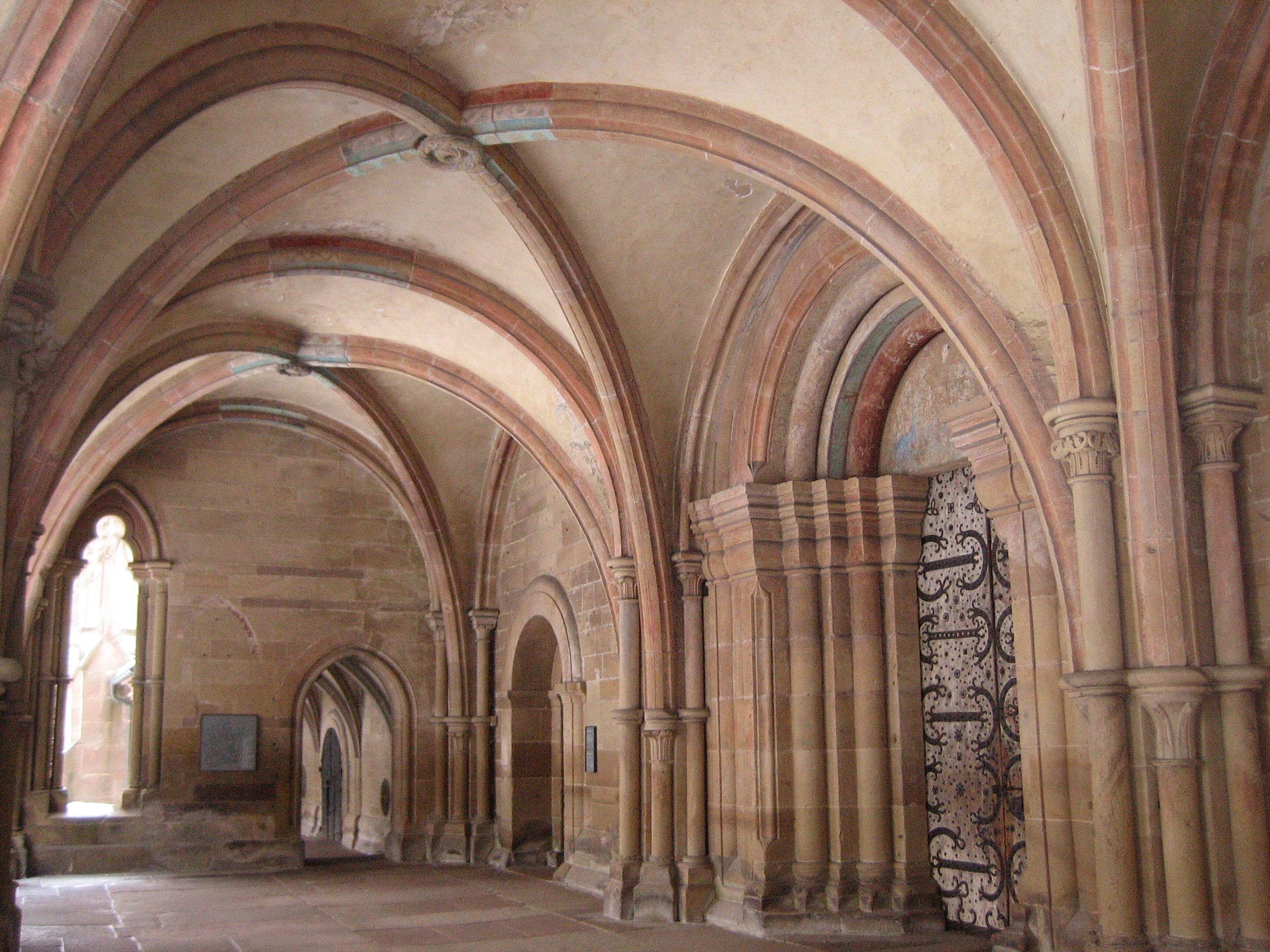
Рай перед західним порталом: круглі щитові арки та ребра.
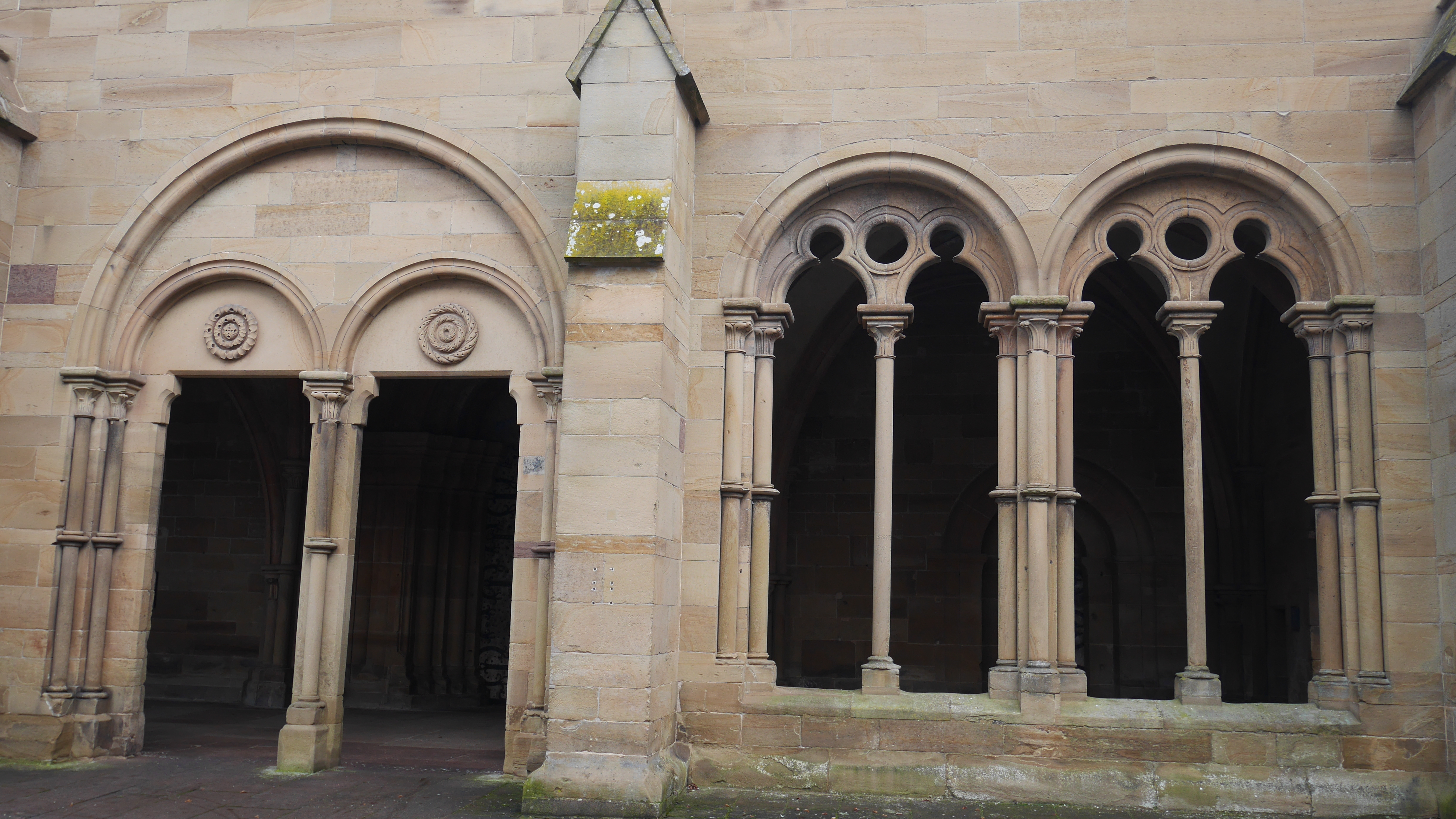
Вхідні та південно-західні аркади раю

У першій декаді XIII століття Майстер раю працював на над капелою Святого Михайла в абатстві Ебрах. Пізніше він збудував хорову галерею (так званий єпископський приділ) Магдебурзького собору цілковито в готичних формах. Він також працював у Гальберштадті.

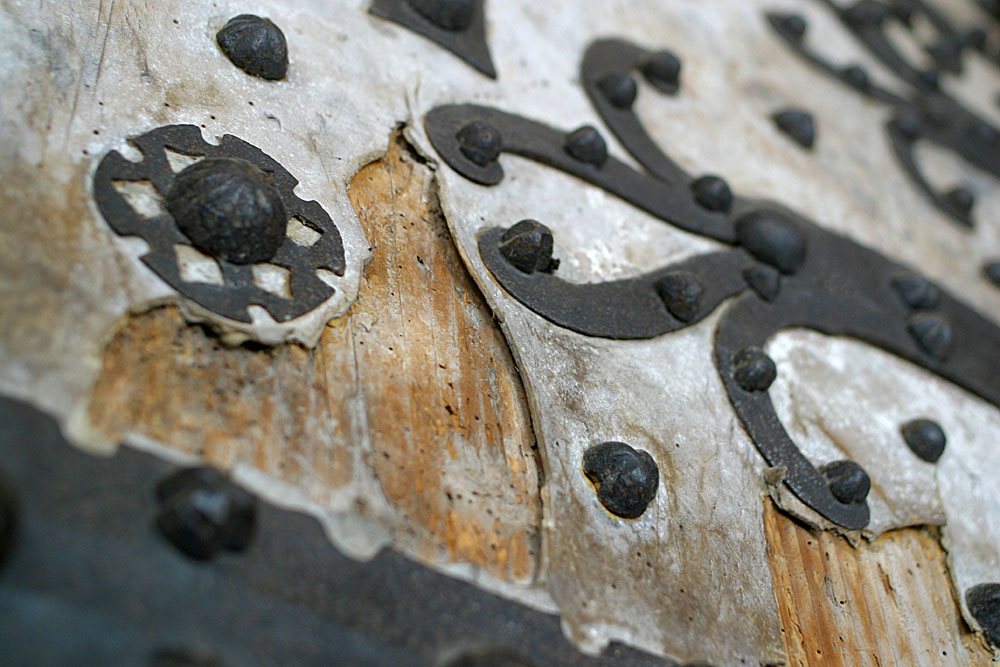
Деталь: шкіряне покриття порталу церкви (XII століття)

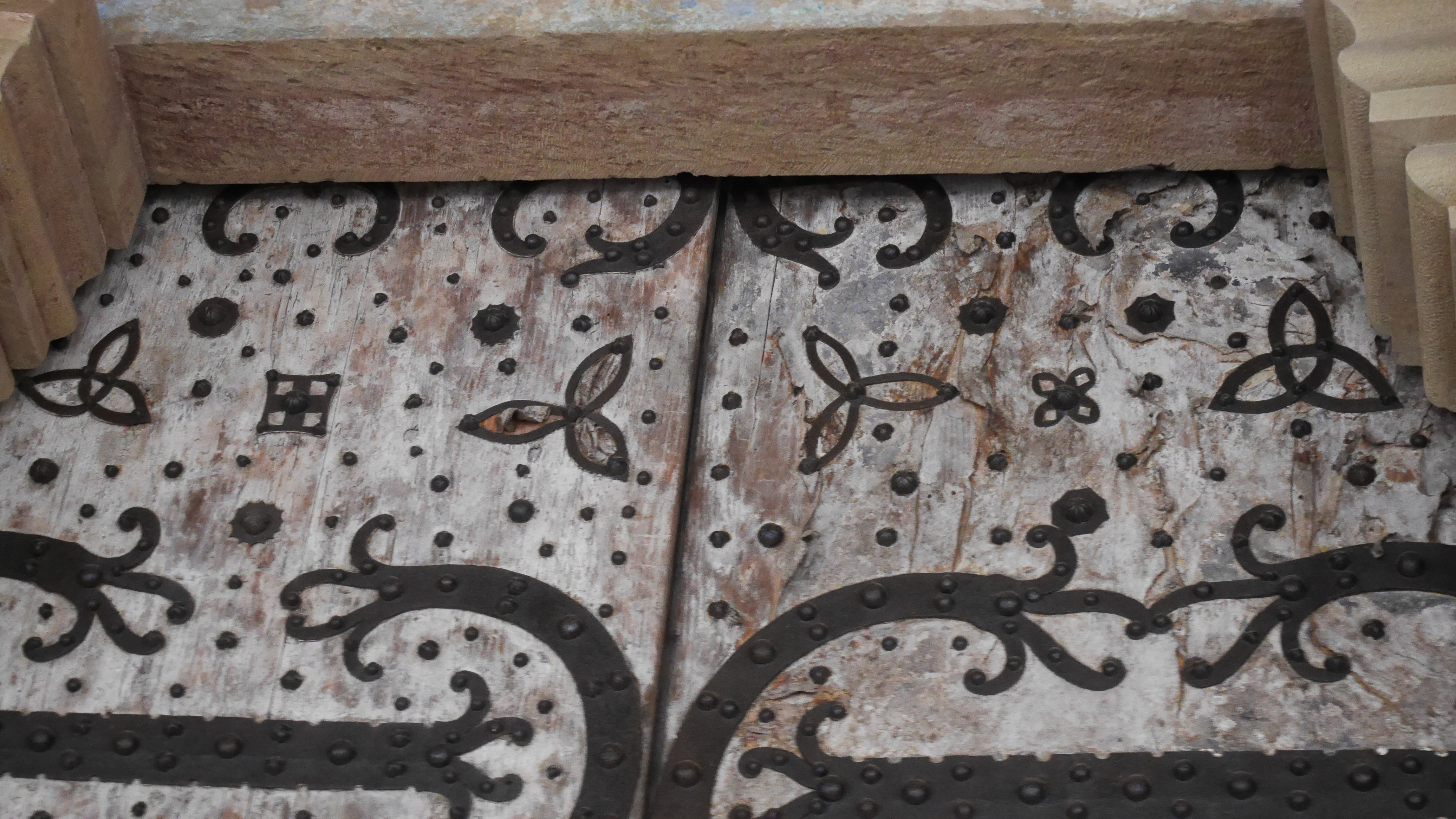
Фурнітура південного порталу з трикутними вузлами

### Монастирська церква

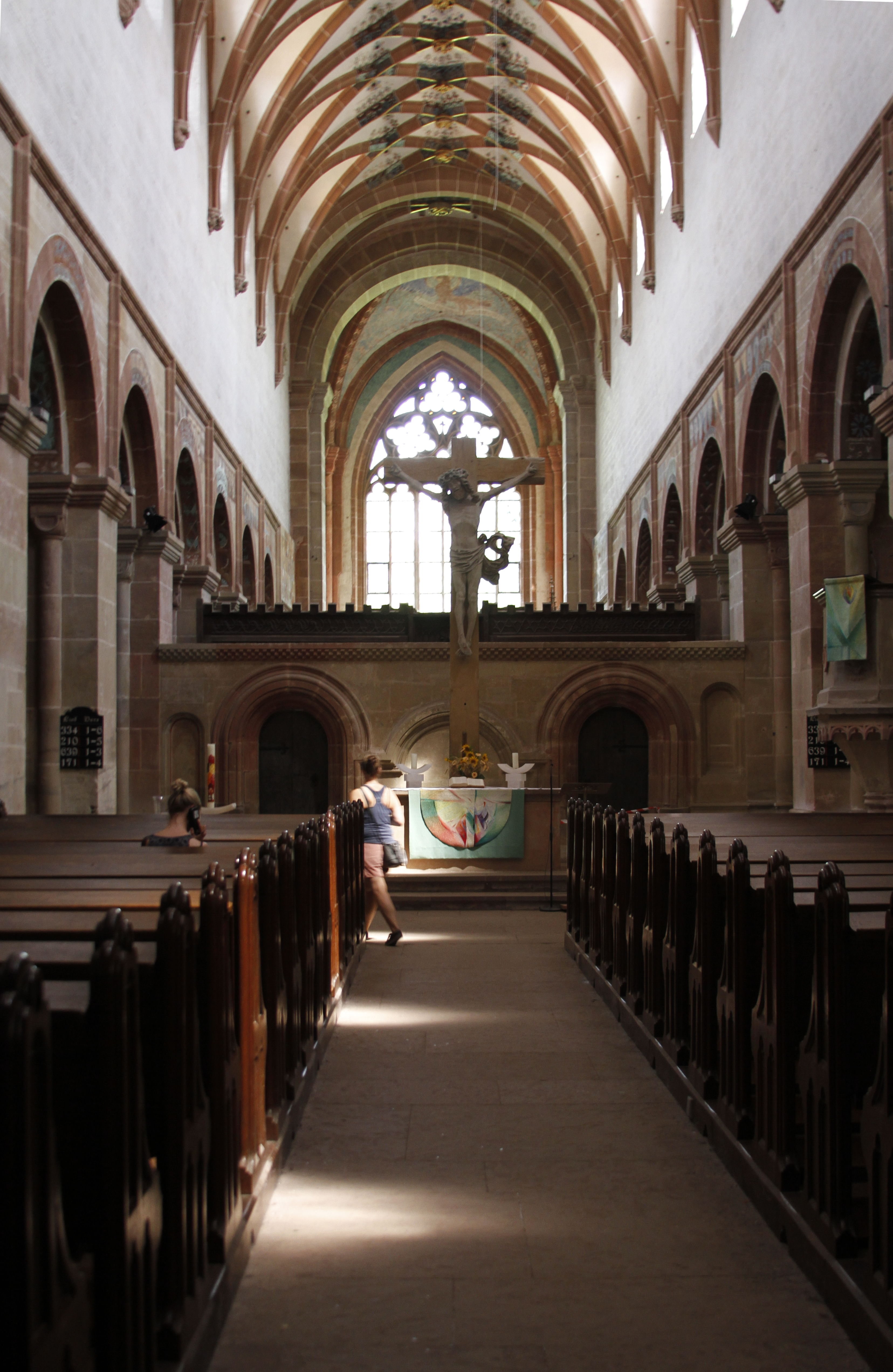
Центральна нава монастирської церкви, вид через ширму на чоловічий хор

Церква є тринефною базилікою, яка між 1147 і 1178 роками була побудована в романському стилі. Порівняно з монастирем Понтіньї, вона на третину коротша, але лише на восьму вужча. Подібно до цього (і кількох інших цистерціанських церков) витягнута будівля поєднує в собі дві церкви, мирянську та чернечу. Середньовічні собори також зазвичай мали просторі хори. Романський лекторій відокремлює церкву мирян, яку тут називають братським хором, від церкви ченців, так званого чоловічого хору. Перед лекторієм стоїть монументальне розп'яття. Воно точно розташоване так, щоб у найдовші дні року після десятої сонячні промені освітлювали терновий вінець Христа. Розп'яття створене особливим чином: хрест і тіло Спасителя висічені з єдиної брили каменю.

## Музеї
Бондарня біля брами є центром для відвідувачів. На першому поверсі — діорама монастирського комплексу, а на другому — музейна кімната, де детально описано післямонастирське життя в Маульбронні. У сусідньому будинку «Frühmesserhaus» є трипанельна експозиція, створена ченцями Маульбронна, яка документує його заснування та події, пов'язані з монастирем.
У монастирському комплексі розташований літературний музей, що складається з трьох частин «Відвідувати — Вчитися — Писати» («Besuchen-Bilden-Schreiben»). Музей підпорядкований землі Баден-Вюртемберг. Перша з них, «Вівідувати», демонструє образ Маульбронна в літературі. Друга частина, «Вчитись», присвячена використанню монастиря як протестантської семінарії з акцентом на видатних випускників семінарії, таких як Йоганнес Кеплер, Фрідріх Гельдерлін та Герман Гессе. Нарешті, частина «Писати» демонструє роботи ченців у Маульбронні та бібліотеку, яка охоплює 800-річну історію та презентує 50 письменників.
У погребі абатства є лапідарій та експозиція, де детально описуються методи будівництва, що використовувалися в Маульбронні.

## Монастирська школа
У січні 1556 року абат Генріх, як і інші прелати країни, прийняв новий чернечий орден. Крім Маульбронна, ще дванадцять чоловічих монастирів у Вюртемберзі були перетворені на протестантські монастирські школи відповідно до цих правил, щоб готувати наступне покоління протестантських пасторів. Школа в Маульбронні існує досьогодні. Маульбронн — одна із небагатьох давніх семінарій, які дійшли до наших днів. У 1807 році школу було перетворено на євангельську духовну семінарію. Семінарія зараз перетворена на державну гімназію з інтернатом з 9-го до 12 класу. У школі навчається близько 100 учнів.

## Філії монастиря
- Бронбахський монастир, близько 1150 р.
- Монастир Шонталь, 1157 р.

## Ювілейна монета
2013 року в Німеччині було випущено пам'ятну монету номіналом 2 євро із серії «Землі Німеччини» із зображенням монастиря, який представляє в цій серії землю Баден-Вюртемберг.